# زلزال دوجر بانك 1931
زلزال دوجر بانك 1931 (بالانجليزية: Dogger Bank earthquake)هو زلزالٌ وقعَ في دوجر بانك في المملكة المتحدة بتاريخ 7 يونيو 1931.